# Tichon (Szewkunow)
Tichon, imię świeckie Gieorgij Aleksandrowicz Szewkunow (ros. Гео́ргий Алекса́ндрович Шевкуно́в; ur. 2 lipca 1958 w Moskwie) – rosyjski biskup prawosławny.

## Życiorys
Jest absolwentem wydziału scenarzystów Wszechzwiązkowego Państwowego Instytutu Kinematografii (1982). Natychmiast po ukończeniu studiów wstąpił jako posłusznik do Monasteru Pskowsko-Pieczerskiego, m.in. pod wpływem rozmów z uważanym za świętego starca duchownym, ks. Nikołajem Gurjanowem. Od sierpnia 1986 pracował w Wydziale Wydawniczym Patriarchatu Moskiewskiego. W 1991 złożył wieczyste śluby mnisze w monastyrze Dońskim i tamże w tym samym roku przyjmował święcenia na hierodiakona i hieromnicha. Od 1993 był przełożonym placówki filialnej Monasteru Pskowsko-Pieczerskiego zlokalizowanej w dawnym monasterze Spotkania Włodzimierskiej Ikony Matki Bożej w Moskwie. W 1995 otrzymał godność igumena, zaś w 1997 – archimandryty. Był już wtedy przełożonym reaktywowanego monasteru Spotkania Włodzimierskiej Ikony Matki Bożej. Od 1999 kierował szkołą duchowną przy monasterze, przekształconą następnie w seminarium duchowne. Był również kierownikiem wydawnictwa monasterskiego i redaktorem naczelnym portalu pravoslavie.ru.
Autor filmu poświęconego monasterowi Pskowsko-Pieczerskiemu (2007) oraz filmu Gibiel' impierii. Wizantijskij urok, nagrodzonego przez Rosyjską Akademię Filmową Złotym Orłem w 2009.
5 marca 2010 Święty Synod Rosyjskiego Kościoła Prawosławnego powierzył mu zadania sekretarza odpowiedzialnego Patriarszej Rady ds. Kultury, zaś 16 marca tego samego roku duchowny wszedł w skład Rady ds. Kultury i Sztuki przy Prezydencie Federacji Rosyjskiej. Po powstaniu w marcu 2011 Wyższej Rady Cerkiewnej został jej członkiem.
W rosyjskich mediach pojawiały się informacje przedstawiające archimandrytę Tichona jako osobistego spowiednika i opiekuna duchowego Władimira Putina. Według doniesień prasy był protektorem (ros. покровитель) protodiakona Andrieja Kurajewa.
Autor zbioru opowiadań pt. „Nieświęci święci”, w których przedstawił osobiste doświadczenia związane z życiem w monasterze Pskowsko-Pieczerskim. Jego praca w Rosji sprzedała się w ponad 1,5 mln egzemplarzy; została także przełożona na język polski.
22 października 2015 otrzymał nominację na biskupa jegorjewskiego, wikariusza eparchii moskiewskiej miejskiej. Jego chirotonia biskupia odbyła się dwa dni później w monasterze Kazańskiej Ikony Matki Bożej i św. Ambrożego z Optiny w Szamordinie pod przewodnictwem patriarchy moskiewskiego i całej Rusi Cyryla.
W 2018 r. Święty Synod Rosyjskiego Kościoła Prawosławnego mianował go biskupem pskowskim i zwierzchnikiem metropolii pskowskiej, w związku z czym otrzymał godność metropolity. W tym samym roku został przełożonym monasteru Pskowsko-Pieczerskiego oraz monasteru Zwiastowania i św. Nikandra w Lubowcu.
W 2023 r. przeniesiony na katedrę symferopolską i krymską.

## Sankcje
Tichon został wpisany przez FWK na listę podżegaczy wojny Rosji przeciwko Ukrainie z propozycją nałożenia nań sankcji. 19 października 2022 roku Ukraina objęła Tichona sankcjami za wspieranie działań podważających integralność terytorialną, suwerenność i niezależność Ukrainy.